# 土岐頼忠 (紀州)
土岐 頼忠（とき よりただ）は、戦国時代の武将。紀州土岐氏頼忠流の祖である。異伝名に頼宗・頼尚、異伝号に休庵・久庵・道庵・伏庵など。

## 生涯
天文12年（1543年）、土岐頼芸の四男として誕生。斎藤道三による土岐氏美濃追放の後、豊臣秀吉の高家衆となる。美濃追放の時に生存していた 頼芸の男子は三名（頼次・頼忠・頼元）であった。
晩年、泉州堺に隠居。道号、宗庵。慶長7年（1602年）12月5日、卒去。

## 系譜
- 父：土岐頼芸（1502-1582）
- 母：六角定頼女
- 室：不明
  - 子：一圭（?-1658）、満蔵（?-1615）